# 山のぼり大好き
『山のぼり★大好き』（やまのぼり だいすき）は、サンテレビ、KBS京都で2012年4月から2013年3月まで毎週深夜に放送されていた登山を題材とした趣味番組。全51回。
2014年4月からリニューアルしてサンテレビ、KBS京都他で放送されているが、2015年3月25日に終了することが決まった。

## 番組内容
山登り初心者の女性タレントが日本山岳ガイド認定ガイドの手ほどきを受けながら一緒に登るというスタイルで、山登りの基本的な知識から楽しみ方まで幅広く紹介していく登山番組。
2012年度
関西の山を中心に登り、大自然の魅力や登山の楽しさを伝える登山パートと、「好日山荘」神戸本店から山登りの基礎知識や、オススメの登山ファッション・必須アイテムなど山登りに関わる様々な情報を紹介するスタジオパートの2部構成。タレントと山岳ガイドの2人1組が各パートに入れ替わりで出演。進行役はタレントが担当。番組の中CM（好日山荘）には、リポーター役のタレントが出演している。
2012年8月放送分（#18-23）は、いつもの神戸を離れ、「北アルプス編」と題した北アルプスの魅力を紹介するシリーズを5週にわたって放送した。
第27回からテレビ神奈川での放送開始。さらにリポーター陣の入れ替えも実施された。ちなみに当初の予定放送回数は全26回とされていた。※これを受けて以下、便宜上第1回から第26回までを第1期、第27回から最終回までを第2期と分けている。

## 出演者

### 2012年度
リポーター
- 福原歩（第1-2期）
- 田中良子（第1-2期）
- 前田彩名（第1期）
- 上野小夜子（第2期）
- 吉野香織（〃）
- 岩井万実（〃）

山岳ガイド
- 加藤智二
- 笹倉孝昭
- 島田和昭
- 荻野なずな（#20-23,2012年11月よりレギュラー）
- ツヴェート・ポドロガル（#11,12）

### 2014年度
リポーター
- 岩谷優子
- 磯道はるか
- 中村葵
- 吉野香織

山岳ガイド
- 加藤智二
- 荻野なずな

## コーナー
かおりんのギアチェック
吉野香織が山岳ガイドとともに毎回テーマに沿ったオススメのギア（登山用具）を紹介する。第31回より開始。不定期。

## 特別編
- 『山のぼり・大好き 六甲全山縦走特集編』
  - 放送日時：2012年12月29日（土）9:00 - 9:30　※放送はサンテレビのみ
  - 放送内容：年末特別編。2012年4月から9月にかけて全4回（#7,9,16,25）にわたって放送された六甲山縦走の総集編。全線56kmを無理なく楽しめるように4つのコースに分けて紹介する。
  - 出演：Part1：須磨浦公園から高取山（福原・島田）、Part2：鵯越から市ヶ原（田中・笹倉）、Part3 市ヶ原から記念碑台（前田・笹倉）、Part4：記念碑台から湯本台広場（前田・笹倉）

## スタッフ
- プロデューサー：久保仁
- 制作著作：サンテレビ

2012年度
- ナレーター：安西なをみ
- 撮影：村田文雄、鎌田一成、田中雄大
- 音声：井上敦司、宮崎達也
- CG：苅谷圭
- 編集：中井雅信、川崎尚子
- MA：宮坂一弘、佐片健
- 協力：好日山荘、イワタニ・プリムス、GORE-TEX
- 衣装協力：バーグハウス、MAMMUT
- 技術協力：動画堂
- ディレクター：宮嵜裕久（イエローモンスターズ）、浦田淳（ダッシュ）
- 制作協力：大広関西

2014年度
- ナレーター：mio
- 撮影：鎌田一成、村田文雄
- 音声：井上敦司、宮崎達也
- CG：苅谷圭
- 編集：中井雅信
- MA：MONOOTO STUDIO
- 協力：好日山荘、イワタニ・プリムス
- 衣装協力：THE NORTH FACE、Berghaus
- 撮影協力：港屋
- 制作協力：エキスプレス、テレコープ、キャラ、大広関西
- ディレクター：宮嵜裕久（イエローモンスターズ）、石橋英夫（テレコープ）、小宮真

## 放送リスト
- 2013年1月4日は放送休止。『小都たび』（#5 米沢）を放送。

## 放送局
2012年度
| 放送対象地域 | 放送局       | 放送期間                      | 放送日時           | 系列          |
| ------------ | ------------ | ----------------------------- | ------------------ | ------------- |
| 兵庫県       | サンテレビ   | 2012年4月6日 - 2013年3月29日  | 金曜 23:00 - 23:30 | 東名阪ネット6 |
| 京都府       | KBS京都      | 2012年4月9日 - 2013年4月1日   | 月曜 24:00 - 24:30 | 東名阪ネット6 |
| 神奈川県     | テレビ神奈川 | 2012年10月9日 - 2013年4月16日 | 火曜 19:30 - 20:00 | 東名阪ネット6 |

- テレビ神奈川は第27回から最終回までを放送。

2014年度
| 放送対象地域 | 放送局       | 放送期間       | 放送日時           | 系列          |
| ------------ | ------------ | -------------- | ------------------ | ------------- |
| 兵庫県       | サンテレビ   | 2014年4月2日 - | 水曜 22:30 - 23:00 | 東名阪ネット6 |
| 京都府       | KBS京都      | 2014年4月8日 - | 火曜 24:00 - 24:30 | 東名阪ネット6 |
| 神奈川県     | テレビ神奈川 | 2014年4月7日 - | 月曜 22:30 - 23:00 | 東名阪ネット6 |
| 千葉県       | 千葉テレビ   | 2014年4月7日 - | 月曜 23:30 - 24:00 | 東名阪ネット6 |
| 埼玉県       | テレビ埼玉   | 2014年4月8日 - | 火曜 25:00 - 25:30 | 東名阪ネット6 |